# Latronema sertatum
Latronema sertatum is een rondwormensoort uit de familie van de Selachinematidae.